# Русич (хлебозавод)
«Русич» — новосибирское предприятие (ОАО), основанное в 1958 году. Производит хлебобулочные изделия.

## История
Постройка хлебозавода началось в 1954 году.
В 1958 году предприятие было введёно в эксплуатацию.
Предприятие относилось к правительственным структурам пищевой промышленности РСФСР, в разные годы носило наименования «хлебокомбинат № 4», «хлебозавод № 10», «хлебокомбинат № 5».
В разные годы продукция предприятия демонстрировалась на выставках-ярмарках Сибири, Дальнего Востока, Урала.
Предприятие награждалось золотыми медалями и дипломами сибирской ярмарки за высокое качество и ассортимент продукции.
В 1997 году стало лауреатом конкурса «За успешное развитие бизнеса в Сибири», ему был присвоен статус «Надёжный партнёр».
В 2003 году значительный пакет акций предприятия приобрела компания «Сибирская хлебная корпорация».
По состоянию на март 2014 года хлебокондитерский комбинат «Русич» был одним из четырёх флагманов хлебной промышленности Новосибирска.

## Продукция
Завод занимается производством хлебобулочных и кондитерских изделий.

## Руководство
- И. С. Мудрик (1958—1968)
- И. А. Майдан (1968—1973)
- А. Д. Показанов (1973—1980)
- Г. Н. Дьяков (1980—1998)
- Г. Н. Шибаев (с 1998 года)